# Моника (циклон)
Жестокий тропический циклон Моника (англ. Severe Tropical Cyclone Monica) — наиболее интенсивный тропический циклон по максимальным постоянным ветрам (по порывам рекорд держит циклон Оливия) в Австралийском регионе. Это был 17-й тропический шторм Австралийского сезона 2005—2006 годов, который развился 16 апреля из депрессии у берегов Папуа-Новой Гвинеи. Шторм достиг 1 категории на следующий день и получил имя Моника, после чего усилился и вышел на сушу у реки Локхарт 19 апреля и практически рассеялся. Однако 20 апреля тропический циклон попал в Залив Карпентария и снова начал усиливаться. В течение последующих дней циклон сформировал глаз в 37 км в ширину. 22 апреля циклон достиг 5 категории по шкале Бюро метеорологии. На следующий день шторм достиг максимальной интенсивности с максимальными постоянными ветрами (за 10 минут) в 69 м/с и атмосферным давлением в центре в 904 гПа (мбар). 24 апреля Моника вышла на сушу в 35 км от города Манингрида и быстро утратила силу.